# Famille Boisseau
Pour les articles homonymes, voir Boisseau (homonymie).
La famille Boisseau est une famille de facteurs d'orgues français du XXe siècle.

## Les membres
- Robert Boisseau (1909 - 1979) a notamment réintroduit l'usage de l'étain martelé [1]. Il a réalisé les orgues de Royan et Châteauroux. Il a pris en charge, à la demande de Pierre Cochereau, l'entretien puis le relevage de l'orgue de Cathédrale Notre-Dame de Paris en 1964. Il a construit de nombreux orgues neufs de plus petite taille pour des églises, des conservatoires, tels ceux de Grenoble et de Toulouse, et aussi quelques instruments pour des particuliers et/ou ensembles instrumentaux et vocaux. On lui doit par ailleurs nombre de restaurations unanimement considérées comme exemplaires. Il veillera (avant et avec Jean-Albert Villard) sur le Clicquot de la cathédrale Saint-Pierre de Poitiers [2] pendant toute sa carrière[3].
- Jean-Loup Boisseau (1940 - 2023), aîné de ses fils, a construit les orgues de la cathédrale de Monaco et de la cathédrale Sainte-Réparate de Nice (France), l'orgue de Levroux, l'église Notre-Dame de Cunault. Il est l'auteur d'importantes restaurations, d'abord avec son père Robert Boisseau (en particulier le Clicquot de l'église Saint-Jacques-le-Majeur-et-Saint-Christophe d'Houdan), puis avec Bertrand Cattiaux : basilique Saint-Sernin et Notre-Dame de la Daurade à Toulouse, Cathédrale Notre-Dame de Paris, Orgue de la basilique Saint-Denis, Cathédrale Saint-Pierre de Poitiers, Notre-Dame de Carentan… Il  est aussi, avec Bertrand Cattiaux, l'auteur entre autres d'instruments tels celui de l'Église Sainte-Radegonde de Poitiers et la reconstitution de l'orgue historique de la Chapelle du château de Versailles en 1994. Jean-Loup Boisseau a aussi participé à la création du Centre de formation des facteurs d'orgues d'Eschau où il a enseigné pendant de nombreuses années. Il est officier dans l'ordre des Arts et des Lettres[3],[4],[5].
- Jean-Baptiste Boisseau (1965 - 2022), le petit-fils, est également facteur d'orgues et perpétue désormais ce que l'on peut appeler une tradition familiale au sein de l'entreprise qu'il a créée avec Jean-Marie Gaborit sous le nom de  Béthines les Orgues, qui a déjà à son actif la restauration entre autres des orgues historiques de l'abbaye de Mondaye, de Craon, de Remiremont parmi d'autres[3],[6].
- Jean-Thierry Boisseau, né en 1949, troisième fils de Robert Boisseau, compositeur, poète et écrivain.
- Marie-Thérèse Boisseau, fille aînée de Robert et Jeanne Boisseau, demeure en Bretagne où elle organise des concerts et des manifestations musicales. Elle pratique l'orgue sur le petit orgue de l'église de Saint-Sauveur (Finistère).

## Les réalisations
Les Boisseau sont surtout connus pour avoir procédé aux premières restaurations à l'identique en appliquant, dès 1970 sur l'orgue Louis-Alexandre Clicquot de Houdan, le résultat des recherches personnelles de Robert Boisseau commencées des lustres avant par la fréquentation « quotidienne » du Clicquot de Poitiers, et bien sûr par celle d'organistes tels que les Souberbielle, Jean-Albert Villard, Michel Chapuis, Francis Chapelet, Xavier Darasse, musiciens et organologues très préoccupés par ce nécessaire retour aux techniques anciennes dans leur application à la restauration des orgues, en particulier des orgues dits « classiques français » des XVIIe et XVIIIe siècles.
Précurseur en la matière, Robert Boisseau a effectué dès 1963, sur un positif de 5 jeux construit par ses soins en étain martelé, le premier accord à un tempérament inégal depuis la fin du XVIIIe début du XIXe siècle. Cet instrument fut joué en concert à Poitiers par Francis Chapelet, puis présenté en 1964 à l'Académie d'orgues de Saint-Maximin-la-Sainte-Baume. Il construira aussi à la demande de Solange Corbin de Mangoux, pour sa toute nouvelle classe de musicologie de l'université de Poitiers, un portatif destiné à tenir sa partie dans la musique médiévale.
Les Boisseau sont aussi connus comme harmonistes, en particulier pour leurs jeux d'anches. Ils ont fait en sorte de maîtriser tous les aspects et toutes les techniques du métier, étant leurs propres tuyautiers, renouant aussi avec les techniques de traitement des peaux, le travail du bois, du fer, la recherche et la réutilisation de matériaux oubliés tels que l'os (pour les claviers) et autres pratiques abandonnées depuis longtemps, pour les appliquer de nouveau aux instruments historiques. Robert Boisseau a aussi été le premier facteur d'orgue français depuis Aristide Cavaillé-Coll à installer dans les orgues neufs ou restaurés (Royan, Notre-Dame de Paris) les fameuses chamades, créant ainsi une mode encore en vigueur aujourd'hui.
Ils s'intéresseront aussi, et tout autant qu'aux orgues « classiques français », aux orgues romantiques et symphoniques et se verront confier l'entretien puis la restauration de « grands Cavaillé » : Pithiviers (Isnard/Cavaillé), Cathédrale Notre-Dame de Paris, orgue de la basilique Saint-Denis, Saint-Sernin de Toulouse.
Robert Boisseau s'est aussi passionné pour la restitution du son en inventant des enceintes acoustiques construites sur le principe de résonance du tuyau d'orgue, en collaboration, pour la partie ampli/préampli, avec son fils Jean-Dominique, électronicien, et produites en grand nombre dans les années soixante sous la marque « Clervox ».
Robert Boisseau s'est intéressé à toutes sortes de techniques étrangères au domaine de l'orgue pourvu qu'elles fussent empreintes de nouveauté, que soit dans la redécouverte de techniques oubliées ou dans la recherche de techniques nouvelles. C'est ainsi qu'il expérimenta dans les années cinquante, avec l'ingénieur Roget, une machine à laver à ultra-sons qui n'eut, en son temps, aucune application industrielle, mais dont le principe fut repris avec succès par son fils Jean-Loup, quarante ans après, pour le nettoyage des tuyaux d'orgue (Clicquot de Poitiers).

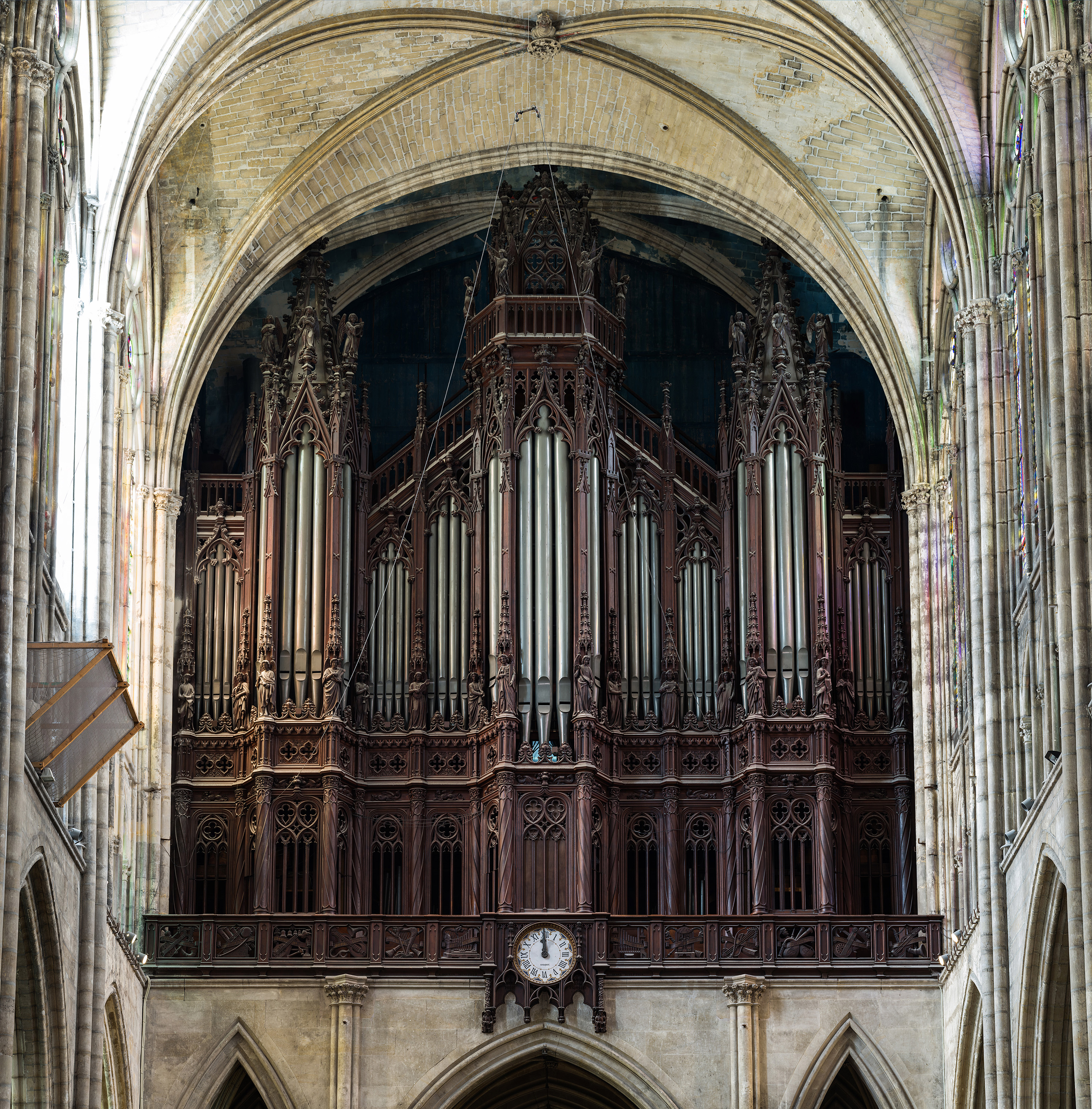
Les grandes orgue de la basilique Saint-Denis.
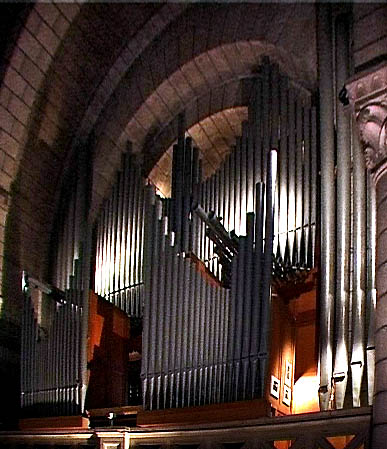
Les grandes orgues Boisseau de la cathédrale de Monaco.
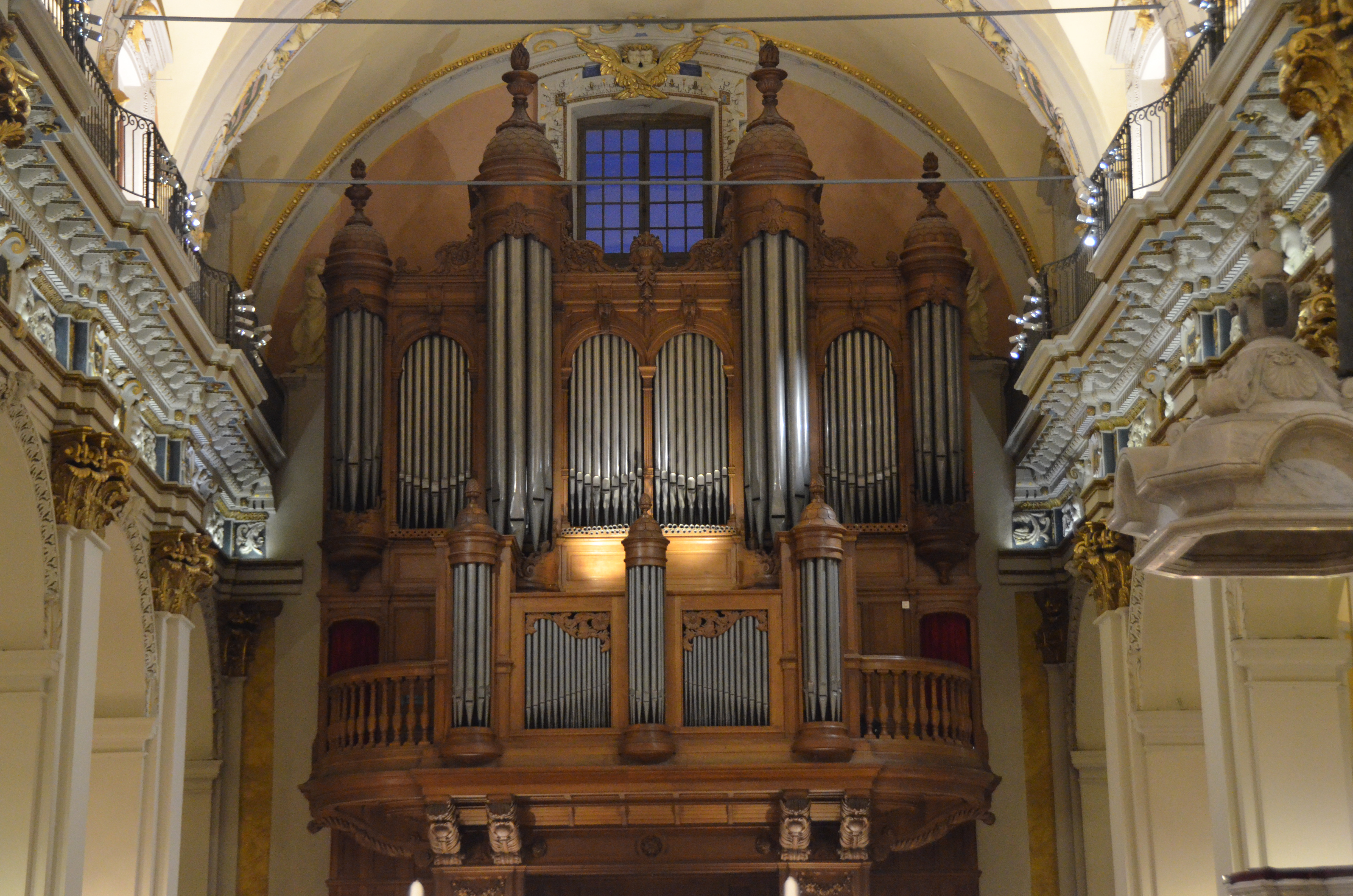
Orgues de la cathédrale Sainte-Réparate de Nice.

## Pour approfondir